# 塞沃塔尔
塞沃塔尔是德国下萨克森州的一个市镇。总面积105.21平方公里，总人口40949人，其中男性20043人，女性20906人（2015年12月31日），人口密度389人/平方公里。